# Menesia clytoides
Menesia clytoides là một loài bọ cánh cứng trong họ Cerambycidae.